# Первомайское (Великоустюгский район)
Первомайское — деревня в Великоустюгском районе Вологодской области.
Входит в состав Покровского сельского поселения (с 1 января 2006 года по 13 апреля 2009 года была центром Викторовского сельского поселения), с точки зрения административно-территориального деления — центр Викторовского сельсовета.
Расстояние до районного центра Великого Устюга по автодороге — 55 км, до центра муниципального образования Ильинского по прямой — 6 км. Ближайшие населённые пункты — Мартищево, Быково, Игнатьевская, Биричево, Кушалово.
По переписи 2002 года население — 131 человек (66 мужчин, 65 женщин). Преобладающая национальность — русские (97 %).
Церковь Рождества Христова в Первомайском — памятник архитектуры.